# Jonquerettes
Jonquerettes (okzitanisch Joncairetas) ist eine französische Gemeinde mit 1597 Einwohnern (Stand 1. Januar 2022) im Département Vaucluse und in der Region Provence-Alpes-Côte d’Azur.

## Lage
Das Dorf liegt am Rande des Waldes von Saint-Jean, acht Kilometer östlich von Avignon und ist von Weinfeldern umgeben.

## Einwohnerentwicklung
| Jahr      | 1962 | 1968 | 1975 | 1982 | 1990 | 1999 | 2008 |
| --------- | ---- | ---- | ---- | ---- | ---- | ---- | ---- |
| Einwohner | 213  | 256  | 477  | 812  | 1088 | 1236 | 1269 |

## Sehenswürdigkeiten
Das Zentrum des Ortes wird von der Kirche Saint-André und vom Schloss gebildet.
Das Schloss wird immer noch bewohnt und stammt größtenteils aus dem vierzehnten Jahrhundert mit einigen Bauteilen aus noch älterer Zeit.
Die Pfarrkirche Saint-André ist romanischen Ursprungs und wurde während der Hugenottenkriege teilweise zerstört. Sie wurde mit Ruinenmaterial und den noch stehenden Mauern wieder aufgerichtet, allerdings mit einem veränderten Grundriss. Einige Überreste des alten romanischen Baus wurden im alten Pfarrhaus verbaut, so wie es bei den beiden kannelierten Säulen und den zu einem Laubwerk verarbeiteten Kapitellen der Fall zu sein scheint.
Vor dem kleinen Rathaus befindet sich ein Trinkbrunnen.

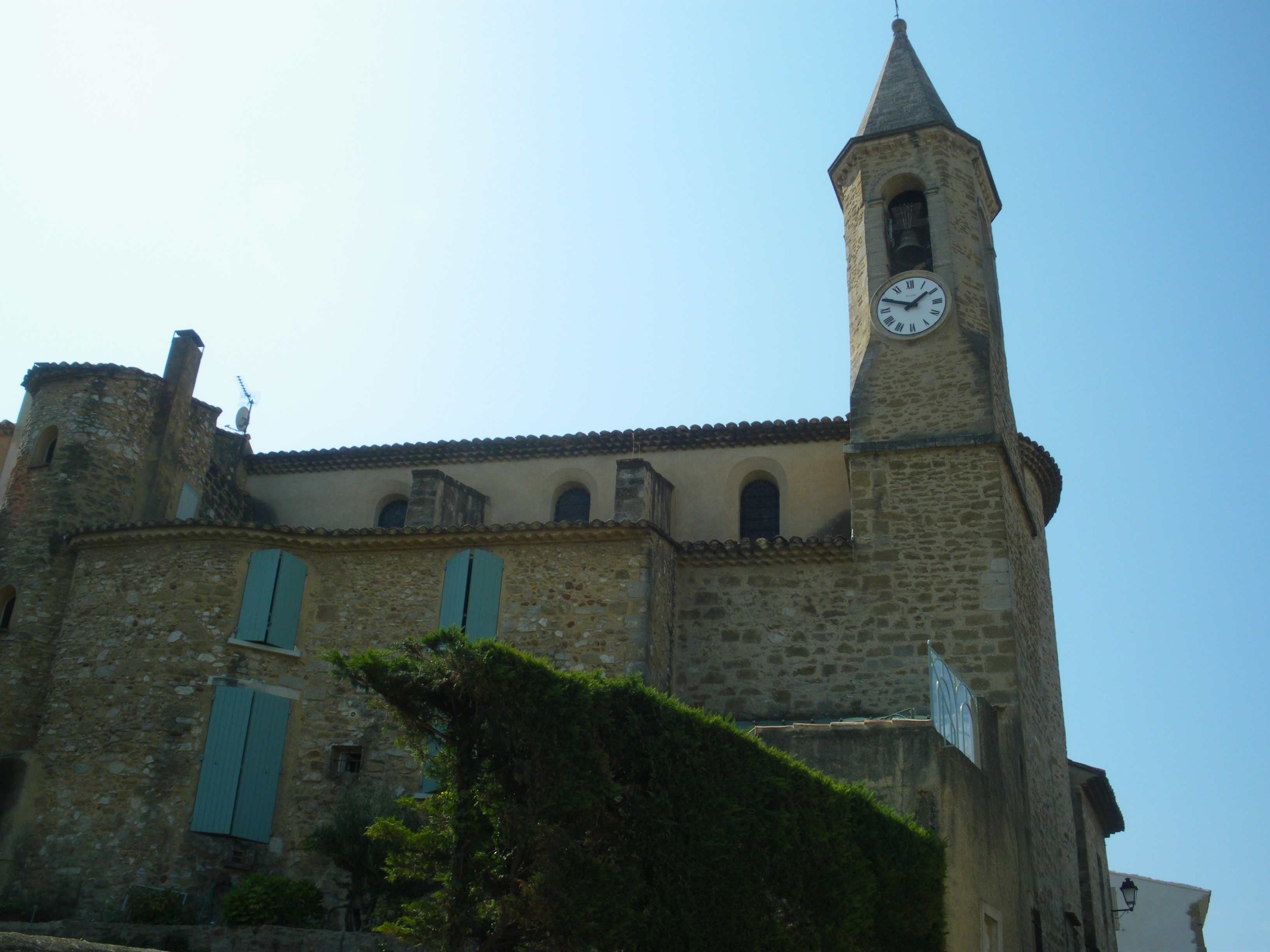
Pfarrkirche Saint-André